# Bracon iskilipus
Bracon iskilipus är en stekelart som beskrevs av Ahmet Beyarslan och Vladimir Ivanovich Tobias 2008. Bracon iskilipus ingår i släktet Bracon och familjen bracksteklar. Inga underarter finns listade.